# Bergs kommunala realskola
Bergs kommunala realskola var en kommunal realskola i Svenstavik verksam från 1953 till 1964.

## Historia
Skolan bildades som en kommunal mellanskola 1950 för att 1 juli 1952 ombildas till en kommunal realskola 1953
Realexamen gavs från 1954 till 1964.
Skolbyggnaden används efter realskoletiden av Svenstaviks skola. 